# Iglesia de los Remedios (Guadalajara)
La iglesia de los Remedios fue un antiguo templo católico renacentista de la segunda mitad del siglo XVI situado en Guadalajara (España). En la actualidad es aula magna de la Escuela de Magisterio de la Universidad de Alcalá.
Se encuentra ubicada frente al antiguo alcázar de Guadalajara y junto al palacio del Infantado.

## Historia
Formó parte del convento de los Remedios, mandado construir por Pedro González de Mendoza, obispo de Salamanca. Se aprovechó un solar dejado por el derribo del palacio del marqués de Vala Siciliana ubicado en el centro aristocrático de la ciudad, junto al palacio del Infantado, al palacio de Montesclaros y al alcázar.
Su construcción se inició en 1573, año de la muerte del prelado, según planos de Acacio de Orejón y Juan de Ballesteros Aguilar y sus artífices fueron sucesivamente los maestros canteros Nicolás de Ribero y el mismo Juan de Ballesteros, Diego de Balera, y finalmente el maestro Felipe Aguilar el Viejo, de Guadalajara, quien finalizó la obra.

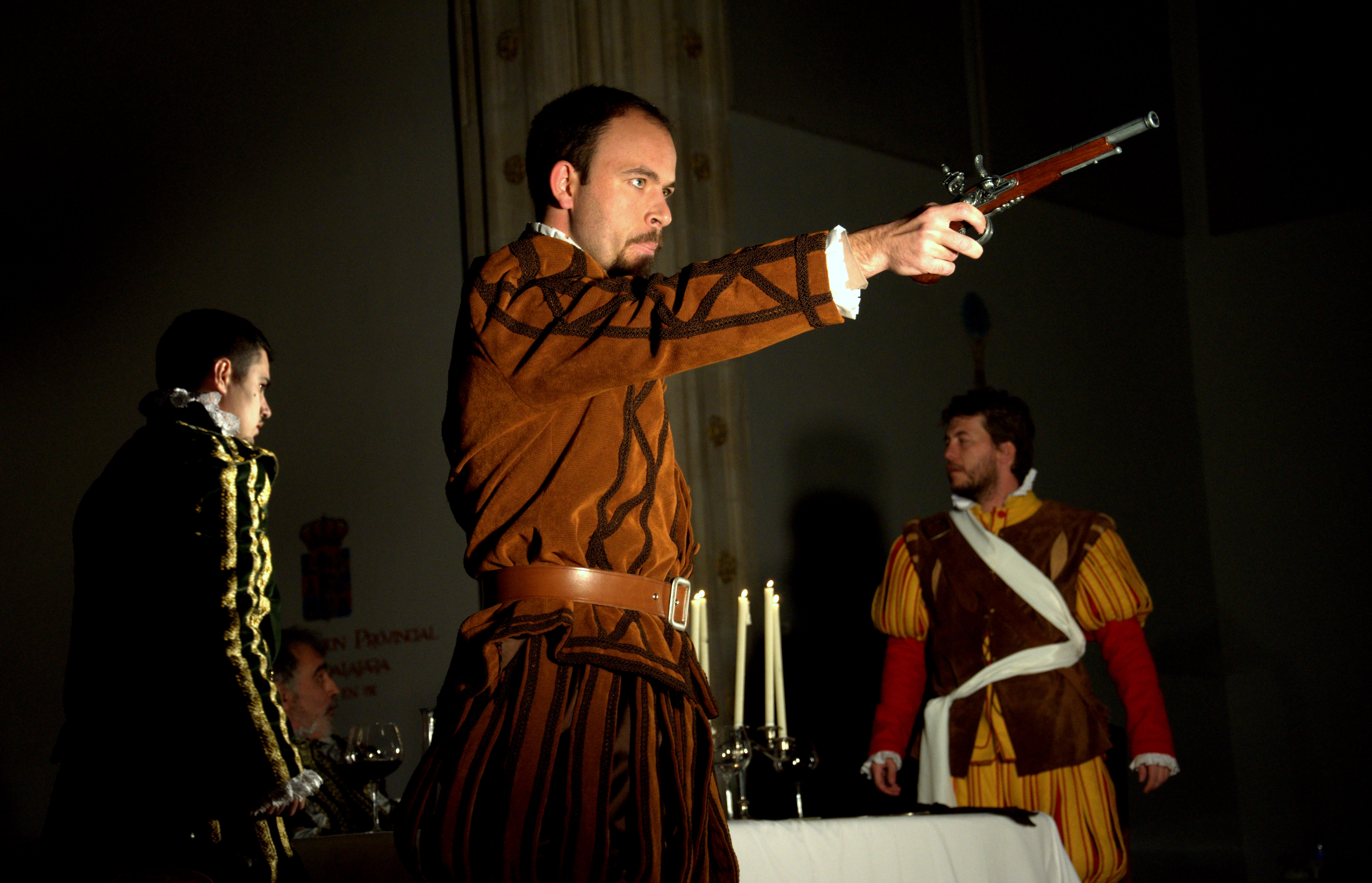
Representación teatral del Tenorio Mendocino en el interior de la iglesia de los Remedios.

Fue destinado primero a colegio de doncellas, que tomó el nombre de Nuestra Señora de los Remedios, entonces patrona de Guadalajara, y que ocupado desde 1656 por una comunidad de monjas jerónimas, bajo el patronato del monasterio de Lupiana, que habitó el inmueble hasta el año 1853, cuando fue vendido al Ministerio de la Guerra de España.
El convento fue derribado en 1938 para la construcción en su solar de unas escuelas, respetándose la iglesia, pero el proyecto quedó postergado por el estallido de la guerra civil española. Las escuelas fueron construidas finalmente en 1963 junto con la escuela normal.
Posteriormente, el conjunto arquitectónico fue adquirido por la Universidad de Alcalá de Henares y, tras efectuarse numerosas reparaciones, en 1992 el Vicerrectorado de Infraestructura de la Universidad de Alcalá decidió utilizarlo como paraninfo aprovechando las condiciones acústicas de la Iglesia.

## Descripción
La iglesia puede «ser incluida en el manierismo de inspiración serliana, al que dio presupuestos teórico-prácticos el arquitecto toledano Alonso de Covarrubias». Resalta su atrio orientado al norte, formado por tres grandes arcos de medio punto sobre esbeltas columnas dóricas que apoyan en altos pedestales ofreciendo «un aspecto de ingravidez y gracia renacentista de acusado aire italianizante».
La portada es de arco semicircular escoltado por columnas pareadas de capitel corintio, con friso en el que puede verse el escudo del fundador, Pedro González de Mendoza, hijo de Íñigo López de Mendoza y Pimentel, IV duque del Infantado.
El interior consta de una única y gigantesca nave con columnas adosadas a las esquinas de su crucero, parte de la estructura que sujeta las bóvedas.